# التهاب لفافي ناخر
التهاب اللفافة النخار اختصارًا NF، المعروف باسم مرض آكل اللحم ٱوالبكتيريا آكلة اللحم أو متلازمة البكتيريا آكلة اللحم، هو عدوى نادرة للطبقات العميقة من الجلد وتحت أنسجة الجلد، وتنتشر بسهولة في جميع أنحاء المستوى اللفافي داخل الأنسجة تحت الجلد. وكان أول وصف لخصائص المرض في عام 1952 هو موت أنسجة تحت الجلد واللفافة العضلية ولكن دون تأثير على العضلات الواقعة أسفلهما.
مرض التهاب اللفافة يتطور بسرعة، وتكون احتمالية الإصابة بالمرض أكبر عند الأشخاص الذين لديهم مناعة منخفضة بسبب حالات مثل السكري والسرطان. يعد هذا المرض شديدا جدا وبدايته مفاجئة، ويعالج على الفور بازالة الانسجة الميتة جراحياً وإعطاء المريض جرعات كبيرة من المضادات الحيوية عبر اللأوردة (3)، كما أن التأخير في الجراحة مرتبط بزيادة معدل الوفيات للمصابين بالمرض.
هنالك العديد من أنواع البكتيريا التي قد تسبب مرض التهاب اللفافة مثل: عقدية مجموعة أ (عقدية مقيحة)، البكتيريا ستافلوكوكس أوريوس، كلوستريديوم بيرفرنجيز Clostridium Perfringes، باكتيرويدس فراجيليس Bacteroides Fragilis، فيبريو فالنيفيكس Vibrio Vulnificus، أيروموناس هايدروفيلا Aeromonas Hydrophila)(4). يصنف هذا المرض إلى نوع 1: متعدد الميكروبات، أي بسبب أكثر من نوع من الكائنات الحية الدقيقة، أو إلى نوع 2: أحادي الميكروب، أي بسبب نوع واحد منها. أغلبية حالات مرض التهاب اللفافة هي من النوع الأول متعددة الميكروبات، و 25%-45% من الحالات تكون من النوع الثاني. احتمالية حدوث هذه الالتهابات تكون أكبر عند الأشخاص ذوي المناعة المنخفضة الناتجة عن مرض مزمن.
تاريخياً، أغلب حالات النوع الثاني من الالتهاب كانت بسبب مجموعة أ ستربتوكوكس وستافيلوكوكس (Group A Streptococcis and Staphylococcal species). في 2001، تم ملاحظة ازدياد نوع ما من مرض (التهاب اللفافة - أحادية البكتيريا المسببة)، هذا النوع يصعب علاجه، والذي كان سببه ستافيلوكوكس أوريس المقاومة للميثيسيلين (Methicillin-resistant Staphylococcus Aureus MRSA).
أغلبية الالتهابات تحدث بسبب كائنات تكون في العادة على جلد الشخص. هذا النَّبيتُ الجُرْثومِيُّ الجلدي يوجد كمُطاعِم (التطاعم، المعايشة: علاقة بين متعضيتين تستفيد إحداهما من الأخرى بينما لا تتضرر المتعضية الأخرى) وتعكس الالتهابات توزعه في انحاء الجسم، على سبيل المثال، الالتهابات العِجانية تحدث من كائنات لا هوائية. تاريخياً، كان ربط الأقدام في الصين، عادة الباس بناتهم الصغار احدية صغيرة جدا، سبباً اخراً لهذا الالتهاب، وذلك لأنهم كانوا يستخدمون دم الحيوانات وأعشاب مختلفة لغمس الأربطة والأقدام بهما في كل فصل من الرباط.
تشمل مصادر الستافيلوكوكس أوريس المقاومة للميثيسيلين MRSA أكل اللحوم الملوثة غير المطبوخة جيداً، العمل في مصانع بلدية لمعالجة المياه العادمة، التعرض لمياه الصرف الصحي المستخدم للري بالرش، استهلاك منتجات نيئة منتجة من حقول زراعية مخصبة عن طريق طين مياه مجاري الإنسان، في المستشفيات من الأشخاص ذوي المناعة المنخفضة، أو استخدام الإبر غير النظيفة. خطر الالتهاب خلال التخدير الموضعي قليل جداً ولكن هناك حالات مسجلة.

## العلامات والأعراض

بداية الإصابة باللفافة الملتهبة.

أكثر من 70% من الحالات مسجلة لأشخاص لديهم على الأقل واحدة من الحالات السريرية الآتية: انخفاض المناعة، السكري، التدخين والافراط بشرب الكحول وتناول الأدوية، السرطانات الخبيثة، وأمراض الأجهزة المزمنة. لأسباب غير واضحة، تحدث عادة لأشخاص يبدون ظاهريا ذوي أحوال عادية طبيعية.
يبدأ الالتهاب موضعيا عند موقع الجرح/ الإصابة، وممكن أن يكون الجرح شديداً (كأن يكون بسبب جراحة)، بسيطاً، أو غير ملحوظ حتى. يشتكي الأشخاص عادةً من ألم شديد قد يبدو مبالغاً به بالنسبة للمظهر الخارجي للجلد. المصابون بداية تظهر عندهم أعراض التهاب، حمى، وتسارع في معدل نبضات القلب. مع تطور المرض، عادة خلال ساعات، يصبح النسيج منتفخاً، ويصبح الجلد مشوه اللون وتنمو عليه بثور. يمكن أن تصاحب الحالة فرقعة وخروج سوائل، والتي قيل أنها تشبه ماء الغسيل. ومن الأعراض الشائعة أيضاً الإسهال والتقيؤ.
في المراحل المبكرة، قد لا تظهر علامات الالتهاب إذا كانت البكتيريا في عمق النسيج. إن لم تكن البكتيريا عميقة في النسيج ستظهر علامات الالتهاب، مثل: احمرار، وانتفاخ، وارتفاع حرارة الجلد، وتتطور بسرعة كبيرة. لون الجلد قد يتغير إلى اللون البنفسجي، وقد تتكون بثور، مع تتابع موت أنسجة ما تحت الجلد.
أيضاً، يكون الأشخاص المصابين بالتهاب اللفافة عادة مصابين بالحمى ويبدون مريضين جداً. معدلات الوفاة المسجلة عالية وتصل إلى 73% للحالات التي تترك دون علاج. من غير جراحة ومعونة طبية، مثل المضادات الحيوية، سيتطور الالتهاب بسرعة ويؤدي بالنهاية إلى الوفاة.

## السبب

### البكتيريا
وتحدث غالبية العدوى عن طريق الكائنات الحية التي تتواجد عادة على جلد الشخص. توجد هذه بكتيريا الجلد، والتي تعيش معايشة (يستفيد أحدهما بينما لا يتضرر الآخر) والالتهابات تعكس انتشارها التشريحي. (على سبيل المثال التهابات العجان التي تسببها البكتيريا اللاهوائية).
ويمكن أن تشمل مصادر هذه الجرثومة تاك التي تعمل في محطات معالجة مياه الصرف الصحي البلدية، والتعرض للملوثات ثانوية الري عند رش الماء،  التعرض للتسرب من الحقول الزراعية المخصبة من حمأة صرف صحي الإنسان أو septage، المستشفيات،  أو باستخدام ابر قذرة. ويعتبر خطر العدوى أثناء التخدير الموضعي منخفضة للغاية، على الرغم من التبليغ عنها.

### عوامل الخطر
يتم تسجيل أكثر من 70٪ من الحالات في الناس مع واحد على الأقل من الحالات السريرية التالية: كبت المناعة، ومرض السكري، وتعاطي الكحول / المخدرات / التدخين، والأورام الخبيثة، والأمراض الجهازية المزمنة. لأسباب غير واضحة، فإنه يحدث أحيانا في الناس مع الحالة العامة العادية على ما يبدو.
تبدأ العدوى محليا في موقع من الجرح أو النسيج، والتي قد تكون شديدة (مثل نتيجة لعملية جراحية)، قاصر، أو حتى غير واضح.

## الفسيولوجيا المرضية

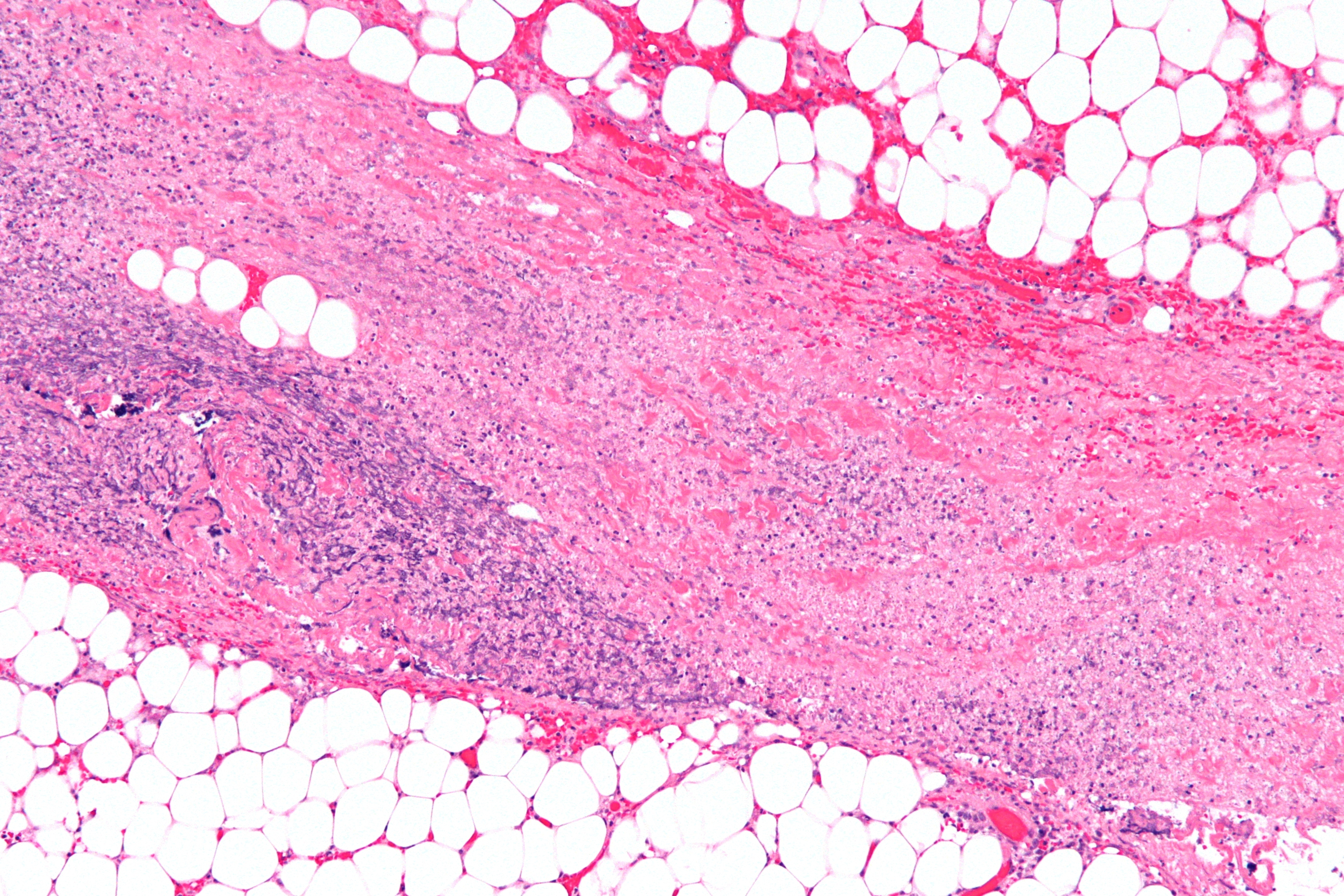
صورة مجهرية لنسيج مصاب باللفافة الملتهبة، تظهر موت للأنسجة الضامة الكثيفة؛ حيث تظهر لفافة متداخلة بين الخلايا الدهنية

«البكتيريا الاكلة للحوم» هو خطأ في التسمية، فالحقيقة أن البكتيريا لا «تأكل» النسيج. تتلف البكتيريا النسيج في الجلد والعضلات عبر إطلاق سموم (عوامل الفوعة)، تشمل سماً خارجياً متقيحاً من ستربتوكوكاس (Streptococcal pyogenic exotoxins).

## التشخيص

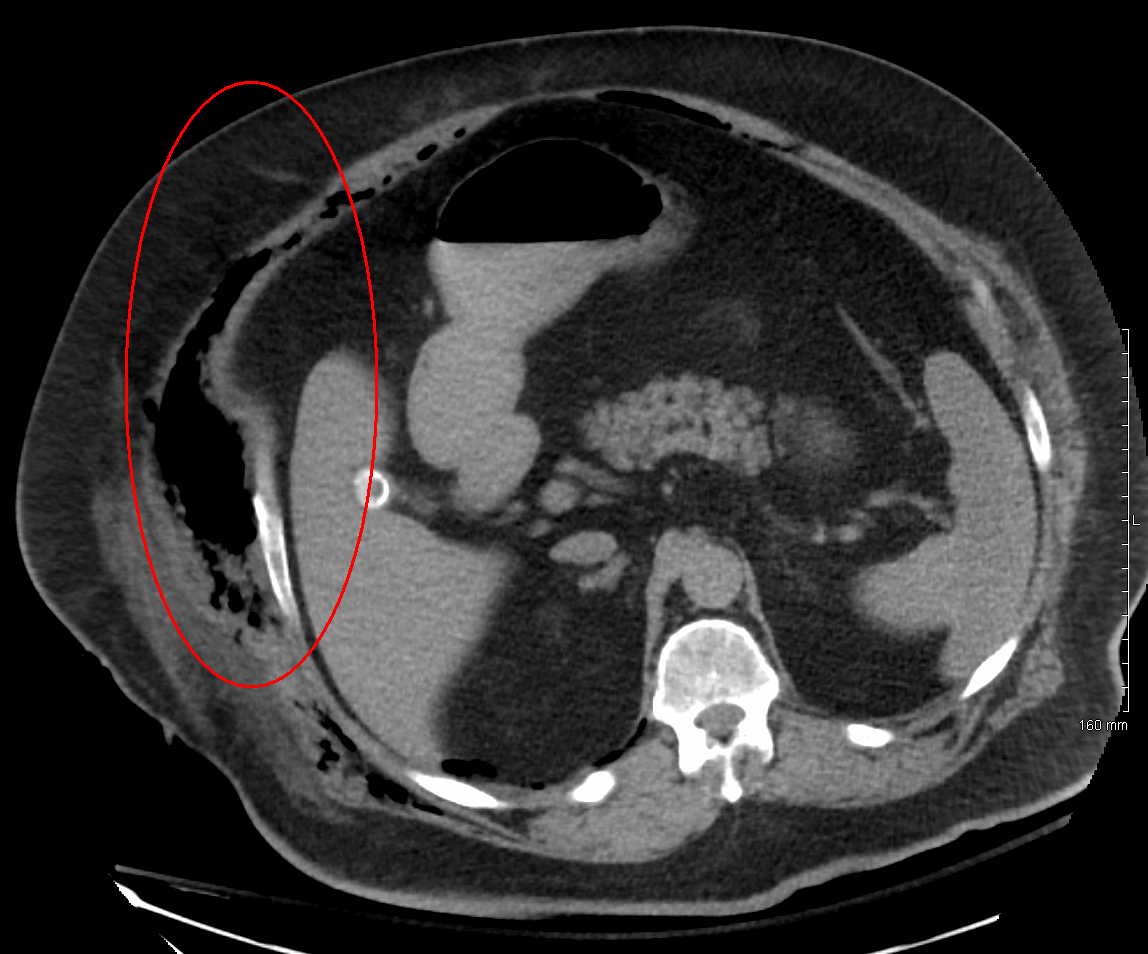
لفافة ملتهبة تنتج غازات في الأنسجة الطرية

التشخيص المبكر صعب لأن المرض غالبا ما يبدو في وقت مبكر مثل التهاب الجلد السطحي البسيط. في حين أن عددا من الطرائق المخبرية والتصويرية يمكن أن تثير الشك لالتهاب اللفافة الناخر، المعيار الذهبي لتشخيص واستكشاف جراحي في وضع مرتفع. عندما تكون في شك، يمكن إجراء شق صغيرة «ثقب المفتاح» في الأنسجة المتضررة، وإذا كان الإصبع يفصل بسهولة الأنسجة على طول الخط اللفافي، فان التشخيص مؤكد ويجب إجراء التنضير واسعة النطاق.
المقطعي المحوسب (الأشعة المقطعية) على وشك الكشف عن حوالي 80٪ من الحالات بينما قد يتمكن التصوير بالرنين المغناطيسي من الالتقاط أكثر قليلا.

### نظام التسحيل
يمكن استخدام نتيجة فحص مؤشر الخطر المخبري لالتهاب اللفافة لتصنيف الأشخاص الذين لديهم أعراض اِلْتِهابُ النّسِيجِ الخَلَوِي من أجل معرفة احتمالية تواجد مرض التهاب اللفافة. يستخدم هذا الفحص اعدادات سيرولوجية ستة: البروتين المتفاعل-C، عدد كريات الدم البيضاء الكامل، الهيموغلبين، الصوديوم، كرياتنين والغلوكوز. أي نتيجة أكبر من أو تساوي 6  تعني وجوب الشك بمرض التهاب اللفافة. تكون معايير النتيجة كما يلي:
- البروتين المتفاعل-C (mg/L) ≥ 150: 4 نقاط
- عدد كريات الدم البيضاء (103/mm3 x)
  - ˃15: 0 نقاط
  - 15-25: نقطة واحدة
  - ˂25: نقطتين
- الهيمجلوبين (g/dL)
  - ˂13.5: 0 نقاط
  - 11-13.5: نقطة واحدة
  - ˃11: نقطتين
- الصوديوم (mmol/L) ˃135: نقطتين
- الكرياتينين (umol/L) ˂141: نقطتين
- الغلوكوز (mmol/L) ˂ 10: نقطة واحدة [17]

كما للدراسة الاستنتاجية لنتيجة الفحص، أي نتيجة ≥ 6 تعد كافية للشك بمرض التهاب اللفافة، ولكن أي نتيجة ˃6 لا تكفي لاستبعاد المرض. يجب وضع تشخيص اِلْتِهابُ النّسِيجِ الخَلَوِي والدمل في عين الاعتبار بسبب الأعراض المشابهة. 10% من المصابين بمرض التهاب اللفافة في الدراسة الاولية حصلوا على نتيجة˃6. ولكن أظهرت دراسة تصديقية أن المصابين بهذا المرض ونتيجة الفحص لديهم أكبر أو تساوي 6 تكون معدلات الوفاة والبتر لديهم أعلى.

### التصنيف
ويصنف هذا المرض إلى أربعة أنواع، تبعا للكائن المصاب. ويتسبب النوع الأكثر شيوعا من خلال مزيج من أنواع البكتيريا، ويحدث عادة في مواقع الجراحة أو الصدمة، وعادة في مناطق البطن أو العجان وتمثل 70 إلى 80٪ من الحالات. ويتسبب النوع الثاني من المجموعة أ العقديات (في كثير من الأحيان مع زميل في إصابة العنقودية الذهبية)، وعادة ما يحدث في الرأس والعنق والذراع أو الأرجل. وأقل كثيرا ما يرتبط مع عوامل الخطر المهيئة (مثل الجراحة أو الجهاز المناعي للخطر). ويحدث النوع الثالث عن طريق Vibrio vulnificus ، الذي يدخل الجلد عن طريق الجروح من السمك أو الحشرات في مياه البحر. النوع الثالث يحدث بسبب عدوى فطرية.

## العلاج
العلاج الطبي المبكر غالبا ما يكون افتراضي؛ وبالتالي، يجب البدء بالمضادات الحيوية بمجرد الاشتباه بهذه الحالة. وغالبا ما يتضمن العلاج الأولي مزيج من المضادات الحيوية عن طريق الوريد بما في ذلك بيبيراسيلين/تازوباكتام، فانكومايسين، والكليندامايسين. تؤخذ عينة ويتم زراعتها مخبريا لتحديد المضادات الحيوية المناسبة التغطية، ويمكن تغيير المضادات الحيوية عندما يتم الحصول على نتائج الزراعة.
يتم أخذ الناس عادة إلى العملية الجراحية على أساس ارتفاع الرقم القياسي للاشتباه، والتي تحددها العلامات عند الشخص وأعراضه. في التهاب اللفافة، التنضير الجراحي العدواني (إزالة الأنسجة المصابة) دائما ما يكون ضرورياً لمنع المرض من الانتشار، وهو العلاج الوحيد المتاح. يتم التأكد من التشخيص عن طريق الفحص البصري للأنسجة وعن طريق عينات الأنسجة التي أرسلت للتقييم المجهري.
كما هو الحال في أمراض أخرى تتسم بالجروح الجسيمة أو بتدمير الأنسجة، العلاج بالأكسجين تحت الضغط قد يكون علاجاً مساعداً قيماً ولكنه ليس متاحاً على نطاق واسع.
بتر الطرف (الأطراف) المصاب (المصابة) قد يكون ضرورياً. يلزم عادة تكرار الاستكشافات لإزالة أي أنسجة ميتة إضافية. يترك هذا عادة جرحاً مفتوحاً كبيراً، والذي غالبا ما يتطلب زراعة جلد، على الرغم من أن نخر الأحشاء الداخلية (الصدر والبطن) - مثل الأنسجة المعوية - ممكن أيضا. الاستجابة الالتهابية الجهازية المصاحبة هي عادة عميقة وقوية، ومعظم الحالات تتطلب مراقبة في وحدة العناية المركزة. بسبب الطبيعة القاسية للعديد من هذه الجروح وترقيع الجلد وزراعته والتنضير المصاحبين لمثل هذا العلاج؛ يمكن الاستفادة من عيادة مركز حروق للجروح التي لديها موظفين مدربين لعلاج مثل هذه الجروح.
علاج التهاب اللفافة قد ينطوي على فريق رعاية متعدد التخصصات؛ على سبيل المثال، في حالة وجود التهاب اللفافة يضم الرأس والرقبة، يمكن للفريق أن يتضمن اخصائيي انف واذن وحنجرة، أطباء في أمراض الكلام، طَبِيْبُ العِنَأيَةِ المُرَكَّزَةِ، علماء الأحياء المجهرية وجراحي تجميل أو جراحي الفم والوجه والفكين. الحفاظ على تطهير تام خلال أي عملية جراحية وتقنيات التخدير الموضعي هو أمر حيوي في منع حدوث المرض.

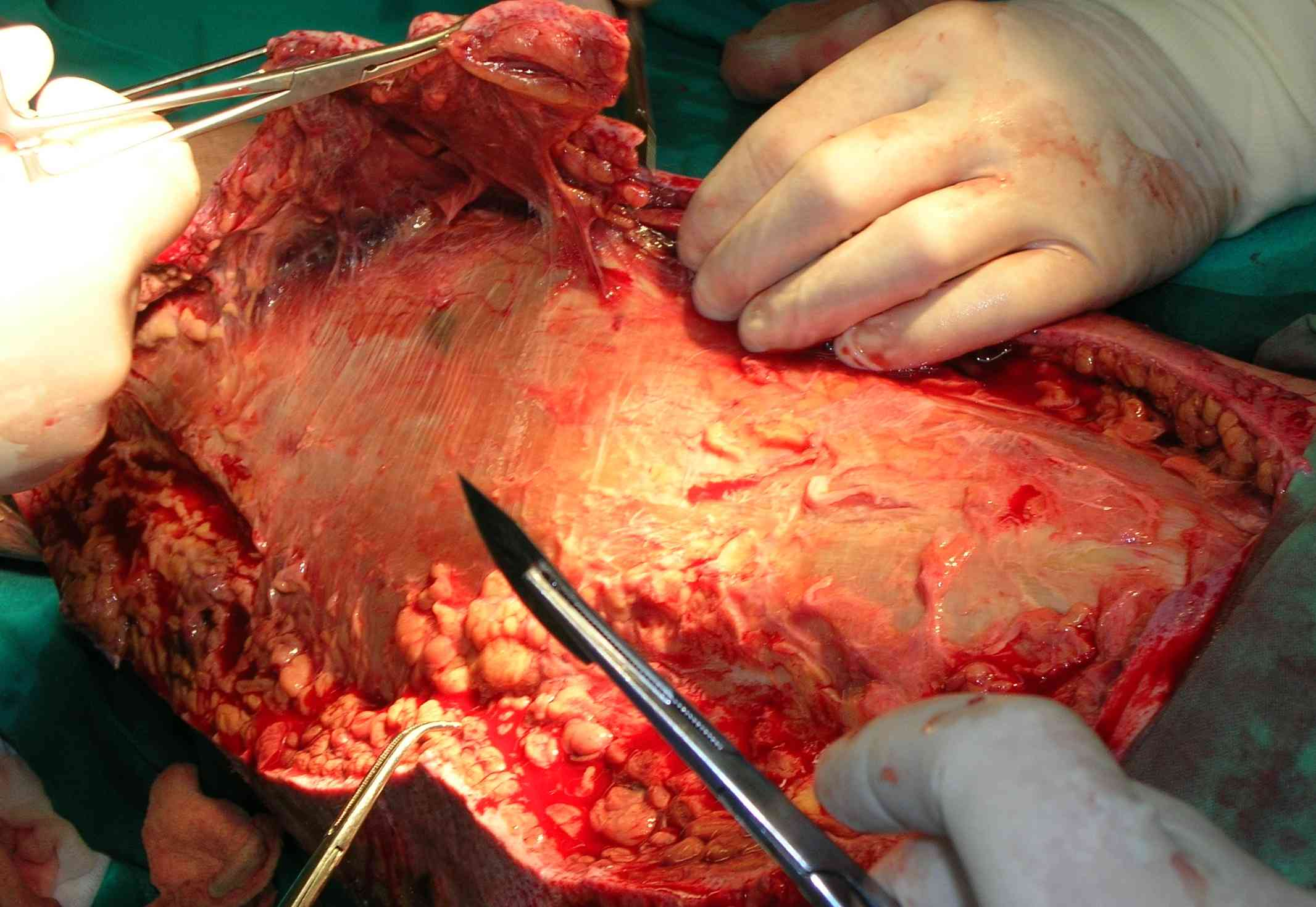
نسيج نخري من رجل يسرى تم بترها جراحياً لمريض يعاني من التهاب اللفافة).
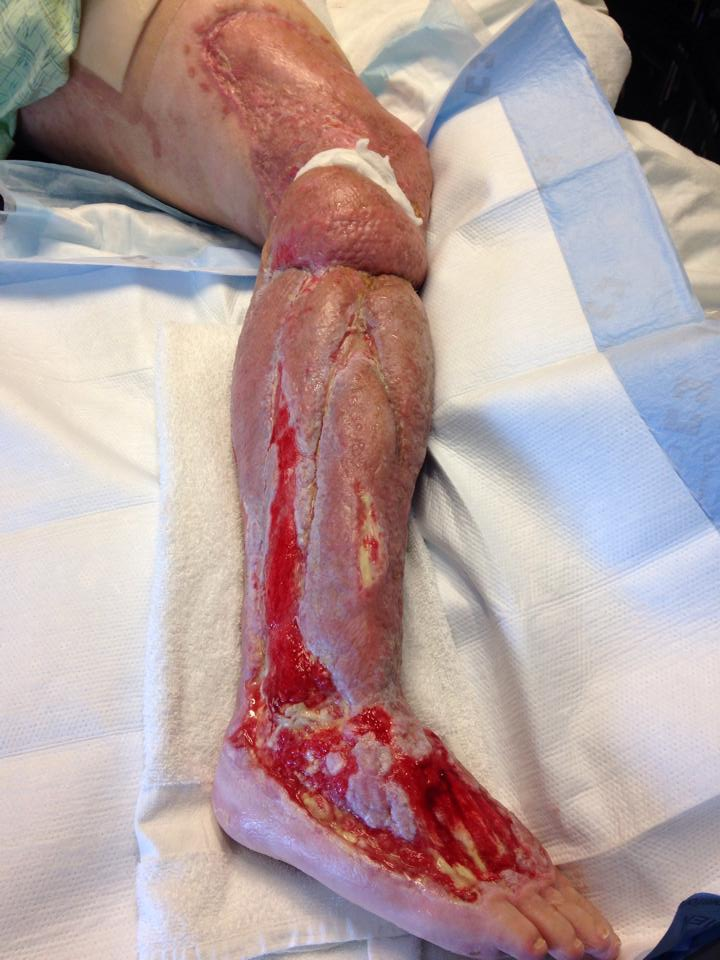
تنضير و زراعة جلد بعد عملية البتر).
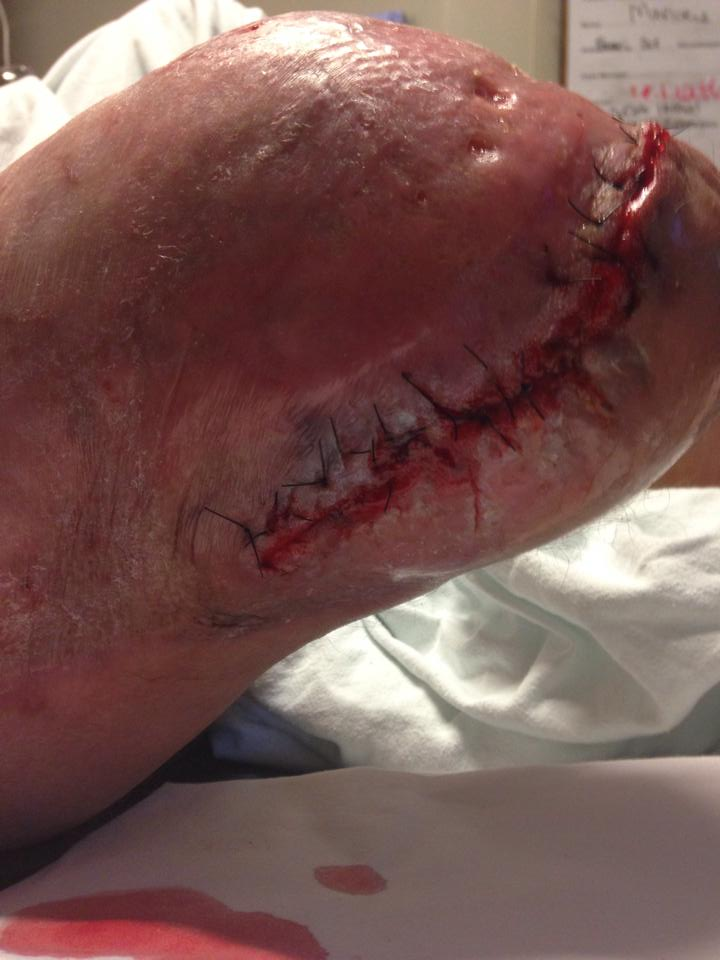
خلع مفصل الركبة بعد عملية البتر).

## تاريخيا
تاريخيا، كان قدم ملزم ربط القدم في الصين أيضا مسببا، على الأرجح كما دم الحيوانات واستخدمت الأعشاب لنقع الملابس ملزمة والأقدم في كل دورة ملزمة.

## الحالات البارزة
- 1994 لوسيان بوشار، رئيس الوزراء السابق لكيبيك، كندا، الذي أصيب في عام 1994 في وقت كان فيه زعيم المعارضة الرسمية لحزب كتلة كيبيك الاتحادي، فقد ساقه بسبب المرض.[25]
- وقعت عام 1994 مجموعة من الحالات في جلوسيسترشاير، في غرب انكلترا. من خمسة حالات مؤكدة وواحدة محتملة للالتهاب، توفي اثنان. ويعتقد أن الحالات كانت مرتبطة ببعضها. أول اثنين أصيبوا بالبكتيريا العقدية المقيحة أثناء الجراحة، والأربعة الآخرين اكتسبوا الالتهاب من المجتمع.[26] ولدت الحالات الكثير من التغطية الصحيفة، مع عناوين متوهجة مثل «حشرة اكلة للحم أكلت وجهي».[27]
- 1997 كين كندريك، العميل السابق ومالك جزئي لسان دييغو بادريس وأريزونا ديموندبكس، أصيب بالمرض في عام 1997. وكانت له سبع عمليات جراحية في أكثر قليلا من أسبوع وتعافى تماماً في وقت لاحق.[28]
- 2004 إيريك ألين كورنيل، الحائز على جائزة نوبل في الفيزياء عام 2001، فقد ذراعه وكتفه الأيسر بسبب هذا المرض في عام 2004.[29]
- 2005 توفي ألكساندرو مارين، وهو فيزيائي الجسيمات التجريبية، أستاذ في معهد ماساتشوستس للتكنولوجيا، جامعة بوسطن وجامعة هارفارد، والباحث في CERN وJINR، من المرض.[30]
- توفي في 2006 ديفيد والتون، وهو اقتصادي بارز في المملكة المتحدة وعضو في لجنة الضفة السياسة النقدية في إنجلترا، في يونيو 2006 من المرض في غضون 24 ساعة من التشخيص.[31]
- 2006 آلان كورين، كاتب البريطاني وهجاء، أعلن في عموده في عيد 2006 لصحيفة تايمز ان غيابه الطويل ككاتب عمود كان سببه اصابته بالمرض بينما كان في عطلة في فرنسا.[32]
- 2009 (نوفمبر) إريك سيتز – كان شاب بلا مأوى في شوارع سياتل وبورتلاند وفانكوفر، الذي كانت تجربته المروعة مع NF مصدر إلهام له لدراسة التمريض. إريك سيتز، طالب بكالوريوس في السنة الثانية في علوم التمريض (BSN)، استيقظ في يوم عيد الشكر عام 2009 في المركز الطبي هاربورفيو، حيث كان في غيبوبة لمدة شهر. وقال الأطباء لعائلته أنه كانت لديه فرصة 5٪ للبقاء على قيد الحياة، وفرصة 50٪ فقدان كلا طرفيه. بعد 3 أشهر من العلاج في المستشفيات غادر المستشفى، والتحق بمدرسة التمريض للمساعدة في منع الأشخاص في الشوارع، والذين هم في خطر نخر والتهابات الانسجة الرخوة، من الوصول إلى هذه الحالة.[33]
- RW جونسون، صحفي في جنوب أفريقيا ومؤرخ، أصيب بالمرض في مارس 2009 بعد اصابة في قدمه أثناء السباحة. بترت ساقه إلى ما فوق الركبة.[34]
- 2011 (يناير) جيف هانيمان، عازف جيتار لفرقة الميتال«القاتل» أو "Slayer"، أصيب بالمرض في عام 2011. وتوفي من فشل الكبد بعد عامين، في 2 مايو 2013، وكان الشك أن إصابته قد تكون سبب الوفاة. ومع ذلك، في 9 مايو 2013، أعلن رسميا أن سبب الوفاة هو تليف الكبد الناجم عن تعاطي الكحول. كان هانينمان وعائلته على ما يبدو غافلين عن مدى الحالة إلى ما قبل وقت قصير من وفاته.[35]
- 2011 (فبراير) بيتر واتس، مؤلف قصص الخيال العلمي الكندي، أصيب بالمرض في وقت مبكر من عام 2011. ذكر واتس: «قيل لي أنني على بعد بضع ساعات من الموت... وإذا كان هناك أي مرض ملائم لكاتب الخيال العلمي، فهو بالتأكيد مرض أكل اللحم. انتشر في ساقي بسرعة مرض الفضاء ستار تريك في الوقت الفاصل».[36]
- 2012 (مايو) ايمي كوبلاند، طالبة الدراسات العليا البالغة من العمر 24 عاما، اصيبت بالتهاب اللفافة بعد أن سقطت من على خط في نهر ليتل تالابوسا مما تسبب في جرح عميق في ساقها. بترت ساق كوبلاند بأكملها مع أطراف أخرى كأثر جانبي للمرض والعلاج.[37] خمسة من اعضائها فشلت أيضا نتيجة لهذه المحنة.[38]
- 2012 (ديسمبر) ماري ريان من ولاية فلوريدا - في الأصل من كورك، أيرلندا – خضعت لعملية شفط الدهون في البطن والرقبة والألغاد في ديسمبر 19. وبعد العملية اشتكت من الغثيان الشديد وآلام في بطنها، وبسبب هذا لم تستطع حضور جلسات الفحوصات لما بعد العملية. لاحقا عندما قالت انها أفضل، سافرت إلى أيرلندا في 24 ديسمبر كانون الأول لزيارة أهلها. ولكنها لم تسافر مع المضادات الحيوية الموصوفة بسبب تعطل الاتصالات. عند وصولها إلى منزل ابنها يوم 26 ديسمبر أفادت الشعور بشدة المرض. بعد استشارة طبيب عام محلي، ادخلت السيدة ريان إلى قسم العناية المركزة في مستشفى جامعة كورك في مساء اليوم ذاته. على الرغم من التدخل الجراحي وجرعات عالية من المضادات الحيوية توفيت في 29 ديسمبر كانون الأول بعد عشرة أيام فقط من علاج شفط الدهون. حكم الطبيب الشرعي كان «الموت بسبب مغامرة طبية سيئة».[39]
- 2013 ريك تيل، نيوزيلندا، أب لثلاثة أطفال، كان في العمل عندما لاحظ وجود ألم مزعج في ساقه اليمنى. في غضون نصف ساعة أصبح يعرج. وقد أدخل في وقت لاحق إلى مستشفى ولينغتون، وبعد يومين من ظهور الأعراض قدم للأطباء الإذن لبتر ساقه. تعافى تيل في نهاية المطاف دون بتر ولكن كان يجب تنضير/ ازالة مناطق واسعة من اللحم المصاب بين ركبته والكاحل. التهاب اللفافة آخذ في الارتفاع في نيوزيلندا.[40]
- 2014 دون ريكلز، كوميدي أمريكي مشهور (الميلاد: 8 مايو 1926)، كشف في The Late Show with David Letterman في 2 مايو 2014 أنه كان قد اصيب بالتهاب اللفافة في ساقه اليمنى. جاء طبيبه إلى بيته لزيارته ولاحظ وجود قرحة على ساق دون. بعد فحصها أرسله مباشرة إلى المستشفى. وكان العلاج ناجحاً، على الرغم من أنه يتطلب عصا لفترة قصيرة من الزمن، إذا كان قد تقدم المرض. يقول دون ساخرا، لكان قد انتهى مع جوني ديب كالقرصان ذو الرجل الواحدة.[41]
- 2015 (مايو) إدغار سافيسار، وهو سياسي استوني. وقد بترت ساقه اليمنى. حصل على المرض خلال رحلة إلى تايلاند.[42]

ملاحظة: غالبا ما يذكر بشكل غير صحيح أن جيم هنسون، صانع الدمى المتحركة، مات من التهاب اللفافة. ولكنه مات في الحقيقة من متلازمة الصدمة السامة الناجمة عن العقدية المقيحة.